# Georgina Regàs i Pagès
Georgina Regàs i Pagès (Barcelona, 10 d'agost de 1932 - 19 de juliol de 2022) va ser una cuinera i escriptora catalana, i una figura clau en la recuperació i divulgació de la cuina tradicional catalana. Va ser autora d'una vintena de llibres de cuina i va dedicar bona part de la seva jubilació a investigar i crear nous gustos de melmelades a través del Museu de la Confitura de Torrent.

## Biografia
Era filla del dramaturg Xavier Regàs i Castells i de Mariona Pagès. Germana de Xavier, decorador, de Rosa, escriptora, i d'Oriol, promotor cultural. El pare va ser cap de serveis de la Generalitat i va marxar a l'exili amb el govern republicà. Va estar en un camp de concentració. Amb el seu germà Xavier va estar internada als Països Baixos i en esclatar la Segona Guerra Mundial va tornar a Barcelona. Entre el 1939 i el 1950, va estar en un internat a Barcelona.
Després de treballar un temps a l'Institut Amatller d'Art Hispànic, recomanada per l'historiador de l'art Manuel Trens, als 21 anys va decidir anar a Anglaterra, on va treballar com a secretària del doctor Josep Trueta a Oxford durant tres anys. També va ser hostessa d'una companyia aèria. Va viure un temps a Salzburg, on es va casar, i va retornar a Barcelona l'any 1968, on va començar a treballar al despatx del seu germà, Oriol Regàs, promotor cultural i fundador de discoteques mítiques com el Bocaccio de Barcelona, santuari de la gauche divine local. Va treballar divuit anys amb el seu germà i, anys més tard, va decidir compaginar aquesta feina amb la posada en marxa d'una cuina a Torrent i en la confecció de confitures. Posteriorment va muntar una botiga de menjars preparats a Palafrugell que va haver de tancar al cap de tres anys i tornar amb l'Oriol. Mentrestant, seguia fent les confitures per al Mas de Torrent.
L'any 2004 va fundar el Museu de la Confitura, únic als Països Catalans, que Regàs va obrir a la plaça Major de Torrent i en què a l'obrador s'hi elaboren confitures, melmelades i gelees de més de 140 sabors. El museu és un espai creat per a descobrir tots els secrets que s'amaguen en un pot de confitura. Per a Regàs era, entre altres coses, la forma de viure la vellesa amb mentalitat més jove. Sis anys més tard, el 2010 va rebre la medalla d'or al Dalemain Marmalada Festival a Cúmbria amb una creació seva a base de cumquat.
Va escriure més d'una vintena de llibres tots relacionats amb el món de la cuina. Va vendre deu mil exemplars de 70 confitures, que va publicar el 2002 per a celebrar els setanta anys. Aquest llibre va ser mereixedor d'una menció especial als Gourmand World Cookbook Awards que distingeixen els millors llibres de cuina del món.

## Llibres publicats
- Les 30 millors amanides de l'àvia a l'abast de tothom. Ed. Pomaire. 1981. ISBN 978-8428620147
- Les 30 millors sopes de l'àvia a l'abast de tothom. Ed. Pomaire. 1981. ISBN 978-84-286-2001-7
- Les 30 millors receptes d'ous de l'àvia. Ed. Aquari. 1981. ISBN 978-84-85980-20-8
- Les 30 millors sopes de l'àvia a l'abast de tothom. Ed. Pomaire. 1981. ISBN 978-84-286-2001-7
- Les 30 millors receptes de pasta de l'àvia. Ed. Aquari. 1982. ISBN 978-84-85980-27-7
- Els 30 millors plats d'aus de l'àvia. Ed. Aquari. 1982. ISBN 8485980506
- Les 30 millors receptes de peix de l'àvia. Ed. Arín. 1983. ISBN 8434401770
- Les 30 millors receptes de vedella i bou de l'àvia. Ed. Ariel. 1983. ISBN 978-84-344-0178-5
- Els 30 millors pastissos de l'àvia. Ed. Arín. 1984. ISBN 8434402262
- Les 30 millors receptes d'arròs de l'àvia. Ed. Arín. 1984. ISBN 8434402246
- Els 30 millors pastissos amb fruites de l'àvia. Ed. Arín. 1985. ISBN 8434402602
- La cuina del cava. Ed. Bausán. 1985. ISBN 8475040845
- Els millors menús de l'àvia. Ed. Arín. 1985. ISBN 8434496011
- La cuina de festa major i altres plats de la Lola de Foixà. Ed. Bausán. 1986. ISBN 9788470801501
- La cuina de festa major. Ed. La Magrana. 2000. ISBN 9788482642376
- Mas de Torrent : 60 receptes per poder-les fer a casa. Edicions 62. 2000. ISBN 9788429747782
- Jaume de Provença: 60 receptes per poder-les fer a casa. Edicions 62. 2000. ISBN 9788429749656
- 70 confitures. 2002. Museu de la Confitura Torrent L'Empordà.
- Nous aires als fogons i a la taula. Edicions del Baix Empordà. 2004. ISBN 9788487501371
- Cuina fàcil: 300 receptes per aprendre cuinant. Ara Llibres. 2004. ISBN 9788496201545
- Amanides fresques per a gent amb mandra. Ara Llibres. 2005. ISBN 9788496201545